# فتوا در مورد تروریسم
فتوا در مورد تروریسم (انگلیسی: Fatwa on Terrorism) فتوا در مورد تروریسم و بمبگذاری‌های انتحاری کتابی است که نسخه زبان اردو آن ۶۰۰ صفحه و نسخه انگلیسی آن ۵۱۲ صفحه می‌باشد، یک فتوای اسلامی است که توسط پژوهشگر محمد طاهر القادری صادر شده و با استفاده از قرآن و سنت نشان می‌دهد که تروریسم و بمبگذاری انتحاری ناعادلانه و شیطانی بوده و در نتیجه غیر اسلامی است. این کتاب در لندن منتشر شد. انتشارات انگلیسی در انگلستان توسط انتشارات منهاج القرآن منتشر شده‌است. قادری فتوا را در ۲ مارس ۲۰۱۰ صادر کرد.
این فتوا به‌طور صریح ایدئولوژی القاعده و طالبان را رد می‌کند. این یکی از گسترده‌ترین احکام ضد تروریسم اسلامی است. یک محکومیت "مطلق" علیه تروریسم بدون "هیچ عذر و بهانه " که تا ته طیف رفته و اعلام کرد که تروریسم تحت قوانین کفر اسلامی است. این موضوع توسط منهاج القرآن انگلیس منتشر شد. قادری در جریان این موضوع گفت: «تروریسم تروریسم است، خشونت خشونت است و هیچ جایی در آموزشهای اسلامی ندارد و هیچ توجیهی برای آن وجود ندارد یا هیچ گونه اما و اگری نیز ندارد.»
قادری در یک کنفرانس خبری در لندن دربارهٔ فتوا در مورد تروریسم توضیح داد.

## بررسی
بررسی فتوا توجه رسانه‌ها را به خود جلب کرد و مطبوعات بین‌المللی آن را به نحو مثبتی پوشش دادند.
به گفته سی ان ان، بعضی از کارشناسان این فتوا را به مثابه ضربه قابل توجهی برای عضوگیری تروریست‌ها می‌بینند. برنامه امانپور در سی ان ان خلاصه فتوا را به وب سایت خود اضافه کرد و آن را فتوایی برای صلح اعلام کرد، در حالی که وزارت امور خارجه ایالات متحده اعلام کرد فتوا گامی مهم در جداسازی اسلام از تروریست‌ها است.
قبل از اینکه این فتوا صادر شود، داگلاس موری فتوا در مورد تروریسم را در مقاله ای در ایونینگ استاندارد به عنوان یک امر " بالقوه مهم" توصیف کرد ".
کانال خبرهای ITV اعتبار فتوا را مورد پرسش قرار داد که مگر این مراسم توسط دولت انگلیس راه اندازی نشده بود، چرا که مقامات ارشد ضد تروریسم از اسکاتلند یارد و MI5 در مراسم حضور داشتند.
نسخه انگلیسی کتاب ۵۱۲ صفحه ای فتوا علیه تروریسم و بمب‌گذاری انتحاری، (لندن: منهاج القرآن، 2011 شابک ‎۹۷۸−۰−۹۵۵۱۸۸۸−۹−۳) دارای یک پیشگفتار توسط جان اسپوزیتو و یک مقدمه از جوئل هیوارد است که هر دو آنها در ارزیابی علمی قادری هم نظر هستند که، بدون در نظر گرفتن هر گونه نیتی، شرارت تروریسم شرارت است و باید افشاه شده، با آن مخالفت شده و محکوم شود.
فتوا علیه تروریسم توسط دانشگاه الازهر در قاهره مصر تأیید شده‌است. در ژانویه ۲۰۱۱، این فتوا در نشست سالانه مجمع جهانی تجارت ۲۰۱۱ مورد بحث قرار گرفت. در ماه ژوئن ۲۰۱۱، پاپ بندیکت شانزدهم یک فتوای از نمایندگان روابط بین مذاهب منهاج را دریافت کرد. پاپ گزارش داد که از صلح، هماهنگی و گفتگوی مذهبی حمایت می‌کند.
فتوا علیه تروریسم به‌طور مثبت توسط پژوهشگران بین‌المللی از جمله کمال آرگون بررسی شده‌است که در مجله علوم اجتماعی و ا سلامی روتردام منتشر شده‌است. جلد ۲، شماره ۱، ۲۰۱۱، ص ۱۴۹–۱۶۰. دانشگاه اسلامی روتردام، هلند.